# SE3
SE3（エスイースリー）は京都コンピュータ学院によって開発・公開されたMS-DOS対応のテキストエディタ。

## 概要
同学院の情報科学研究所研究員であった芦達剛と伊澤麗一によって開発されたスクリーンエディタで、画面を2つに分割して同時に2つのテキストファイルを編集できる。学生に不正コピー品を使わせない目的でフリーウェアとして公開されたが、
当時発売されていた多くの機種で利用できたことや、オンラインソフトウェアを扱った書籍やパソコン雑誌の付録として収録されたことから広くユーザーを獲得した。
実質的な開発は1995年頃に終了しているが、2025年（令和7年）2月現在もVectorでダウンロード可能となっている。

## 主な対応機種・環境
- NEC PC-98
- 東芝 J-3100
- 富士通 FM-R
- 富士通 FM-TOWNS
- 日立 B16
- 松下電器産業 U1

- PC/AT互換機
- AX
- DOS/V

機種によってモノクロ版とカラー版が存在した。